# Apogonalia dampfi
Apogonalia dampfi är en insektsart som beskrevs av Young 1977. Apogonalia dampfi ingår i släktet Apogonalia och familjen dvärgstritar. Inga underarter finns listade i Catalogue of Life.